# TCG Osmangazi (NL-125)
Osmangazi (NL-125) je výsadková loď tureckého námořnictva, sloužící sekundárně jako minonoska. Je největší výsadkovou lodí tureckého námořnictva. Původně měla být postavena ještě druhá jednotka této třídy, k tomu však ale nedošlo.

## Stavba
Plavidlo postavila turecká námořní loděnice Taşkızak v Istanbulu. Na vodu bylo spuštěno 20. července 1990 a do služby bylo přijato 27. července 1994.

## Konstrukce
Plavidlo unese 900 vojáků a až 15 tanků. Nájezd a výjezd vozidel je možný po příďové rampě. NA jeřábech po stranách nástavby loď nese čtyři pěchotní vyloďovací čluny LCVP. Dva poklopy v záďovém zrcadle slouží pro kladení min. Původní výzbroj tvořily čtyři 40mm kanóny Bofors a 35mm dvoukanón Oerlikon KDC (verze GDM-A). Může nést až 200 námořních min. Na zádi se nachází přistávací plocha pro vrtulník. Plavidlo není vybaveno hangárem. Pohonný systém tvoří čtyři diesely MTU 8V 396 o celkovém výkonu 10 000 bhp, pohánějící dva lodní šrouby. Nejvyšší rychlost dosahuje 17 uzlů. Dosah je 4000 námořních mil při 15 uzlech.

### Modernizace
Turecká loděnice Alaybey v Izmiru plavidlo v letech 2010–2011 modernizovala. Původní 40mm kanóny na přídi nahradily dva 35mm dvoukanóny Oerlikon KDC. Naopak 35mm dvoukanón Oerlikon KDC v zadní části nástavby nahradil 20mm kanónový komplet Mk 15 Phalanx Block 1. Na nástavbu byly instalovány dva ručně ovládané 20mm kanóny Oerlikon a dva 12,7mm kulomety M2HB.